# Reino Unido de Gran Bretaña e Irlanda
El Reino Unido de Gran Bretaña e Irlanda (en inglés: United Kingdom of Great Britain and Ireland) fue un Estado ubicado en Europa Occidental que existió entre 1800 y 1922. Fue formado por la unión de los reinos de Gran Bretaña (ya una unión de Escocia e Inglaterra en 1707) e Irlanda en 1800. La unión fue facilitada por la decisión del Parlamento Irlandés en College Green, Dublín, en agosto de 1800, de votar a favor de la unión aprobando el Acta de Unión de 1800. 
Bajo los términos de la unión, Irlanda sería representada por más de 100 miembros del parlamento en el parlamento unido, el cual se reuniría en el Palacio de Westminster. Una parte del tratado sería la emancipación católica. No obstante, esta condición fue bloqueada por el rey Jorge III, quien sostuvo que la emancipación de los católicos traicionaría su juramento de coronación.
Varias generaciones de líderes irlandeses promovieron campañas para la formación de un gobierno local en Irlanda. Daniel O'Connell logró forzar al gobierno británico para garantizar finalmente la emancipación católica en 1829. Sin embargo, su campaña para 'repeler' el acto de unión fue un fracaso. Líderes posteriores, tales como Charles Stewart Parnell, realizaron campañas para la creación de un gobierno propio en Irlanda bajo el nombre de Home Rule (gobierno propio), el cual permanecería siendo miembro del Reino Unido.
En 1919, miembros del parlamento irlandés electos para Westminster formaron un parlamento independiente irlandés ilegal llamado Dáil Éireann, con el poder ejectutivo centrado en el Presidente de Dáil Éireann, Éamon de Valera. Una Guerra anglo-irlandesa tuvo lugar entre 1919 y 1921. Por último en diciembre de 1922, veintiséis de los condados irlandeses renunciaron al Reino Unido de Gran Bretaña e Irlanda y formaron un Estado Independiente Irlandés. Seis condados, conocidos como Irlanda del Norte, permanecieron bajo el gobierno del Reino Unido, el cual fue rebautizado como Reino Unido de Gran Bretaña e Irlanda del Norte en 1927, como parte de una rectificación fundamental de títulos de dominio, estado y realeza. Como parte del cambio, el rey dejó de ser monarca en los diversos dominios (cada uno de los cuales era visto como inferior al Reino Unido) para convertirse en monarca de cada dominio en forma individual, convirtiéndose en Rey de Australia, Rey de Canadá, Rey de Nueva Zelanda, etc., reemplazando así el concepto de una corona compartida por el de un monarca en común para coronas separadas.

## Historia

### Unión
Irlanda ganó un grado de independencia en la década de 1780 gracias a Henry Grattan. Durante este tiempo los efectos de las leyes penales sobre la población católica mayoritaria se redujeron, y a algunos propietarios católicos se les concedió la franquicia en 1794; sin embargo, aún estaban excluidos de ser miembros de la Cámara de los Comunes irlandesa. Este breve período de independencia limitada llegó a su fin después de la rebelión irlandesa de 1798, que se produjo durante la guerra de Gran Bretaña contra la Francia revolucionaria. El miedo del gobierno británico de un revestimiento independiente de Irlanda contra ellos con la ayuda francesa dio lugar a la decisión de unir a los dos países. Esto fue provocado por la legislación en los parlamentos de ambos reinos y entró en vigor el 1 de enero de 1801.

### Guerras napoleónicas
Durante la guerra de la Segunda Coalición (1799-1801), Gran Bretaña ocupó la mayor parte de las posesiones de ultramar de Francia y Holanda, los Países Bajos, denominada República Bátava, se habían convertido en un estado satélite de Francia en 1796, pero las enfermedades tropicales se cobraron la vida de más de 40 000 soldados. Cuando el Tratado de Amiens puso fin a la guerra, Gran Bretaña acordó devolver la mayor parte de los territorios que había incautado. En mayo de 1803, se declaró la guerra otra vez. Los planes de Napoleón para invadir Gran Bretaña fallaron, principalmente debido a la inferioridad de su armada, y en 1805 Lord Nelson y la Marina Real derrotan decisivamente a los franceses y españoles en Trafalgar, que fue la última acción naval importante de las guerras napoleónicas.

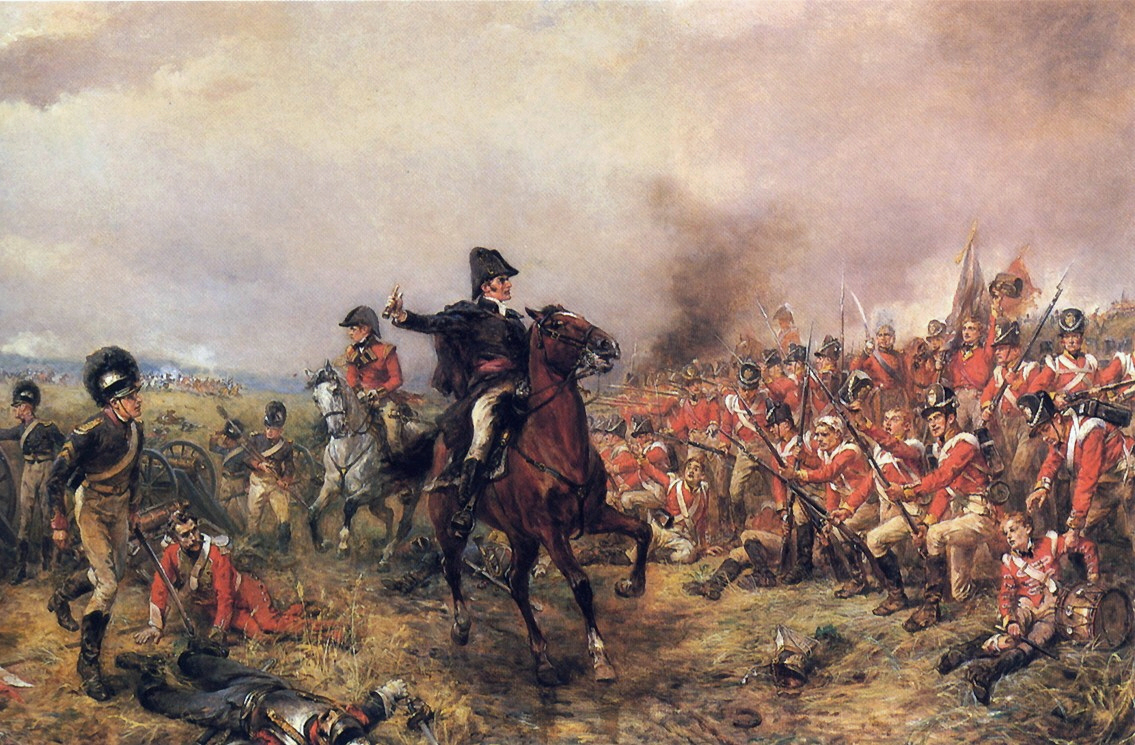
Wellington en Waterloo

Simultáneamente con las guerras napoleónicas, disputas comerciales e impases británicos con marineros estadounidenses llevó a la guerra de 1812 con los Estados Unidos. Un acontecimiento central en la historia de América, que dio poco eco en Gran Bretaña, donde se centra toda la atención en la lucha con Francia. Los británicos pudieron dedicar pocos recursos para el conflicto hasta la caída de Napoleón en 1814.
En 1815 el duque de Wellington logra acabar con el imperio napoleónico en la decisiva batalla de Waterloo.

### Jorge IV y Guillermo IV
Gran Bretaña emergió de las guerras napoleónicas un país muy diferente de lo que había sido en 1793. A medida que la industrialización avanzaba, la sociedad cambia, cada vez más urbano y menos rural. La posguerra vio una depresión económica, las malas cosechas y la inflación causan malestar social generalizado. Europa después de 1815 estaba en guardia contra un retorno de jacobinismo, e incluso los liberales británicos vieron el pasaje de los Hechos de seis en 1819, que proscribe las actividades radicales. A finales de la década de 1820, junto con una recuperación económica general, muchas de estas leyes represivas fueron derogadas y en 1828 una nueva legislación garantiza los derechos civiles de los disidentes religiosos.  
El rey Jorge IV dejó que sus ministros tomaran la carga completa de los asuntos de gobierno, jugando un papel mucho menor que su padre, Jorge III. Sus gobiernos, con poca ayuda del rey, presidieron la victoria en las guerras napoleónicas, negociaron el acuerdo de paz, y trataron de hacer frente al malestar social y económico que le siguió. fue sucedido por su hermano menor Guillermo IV  (1830-1837) , pero fue poco involucrado en la política. Su reinado vio varias reformas: la ley de pobres se ha actualizado, el trabajo infantil restringido, la esclavitud abolida en casi todo el Imperio Británico, y, lo más importante, la Ley de Reforma de 1832. Remodeló el sistema electoral británico.
No hubo grandes guerras, hasta la guerra de Crimea (1853 a 1856). Mientras Prusia, Austria y Rusia, como monarquías absolutas, trataron de suprimir el liberalismo dondequiera que ocurra, los británicos llegaron a un acuerdo con las nuevas ideas. Gran Bretaña intervino en Portugal en 1826 para defender a un gobierno constitucional y reconocer la independencia de las colonias americanas de España en 1824. Comerciantes y financistas británicos y constructores ferroviarios más tarde, jugaron un papel importante en las economías de la mayoría de las naciones latinoamericanas.

### Era victoriana

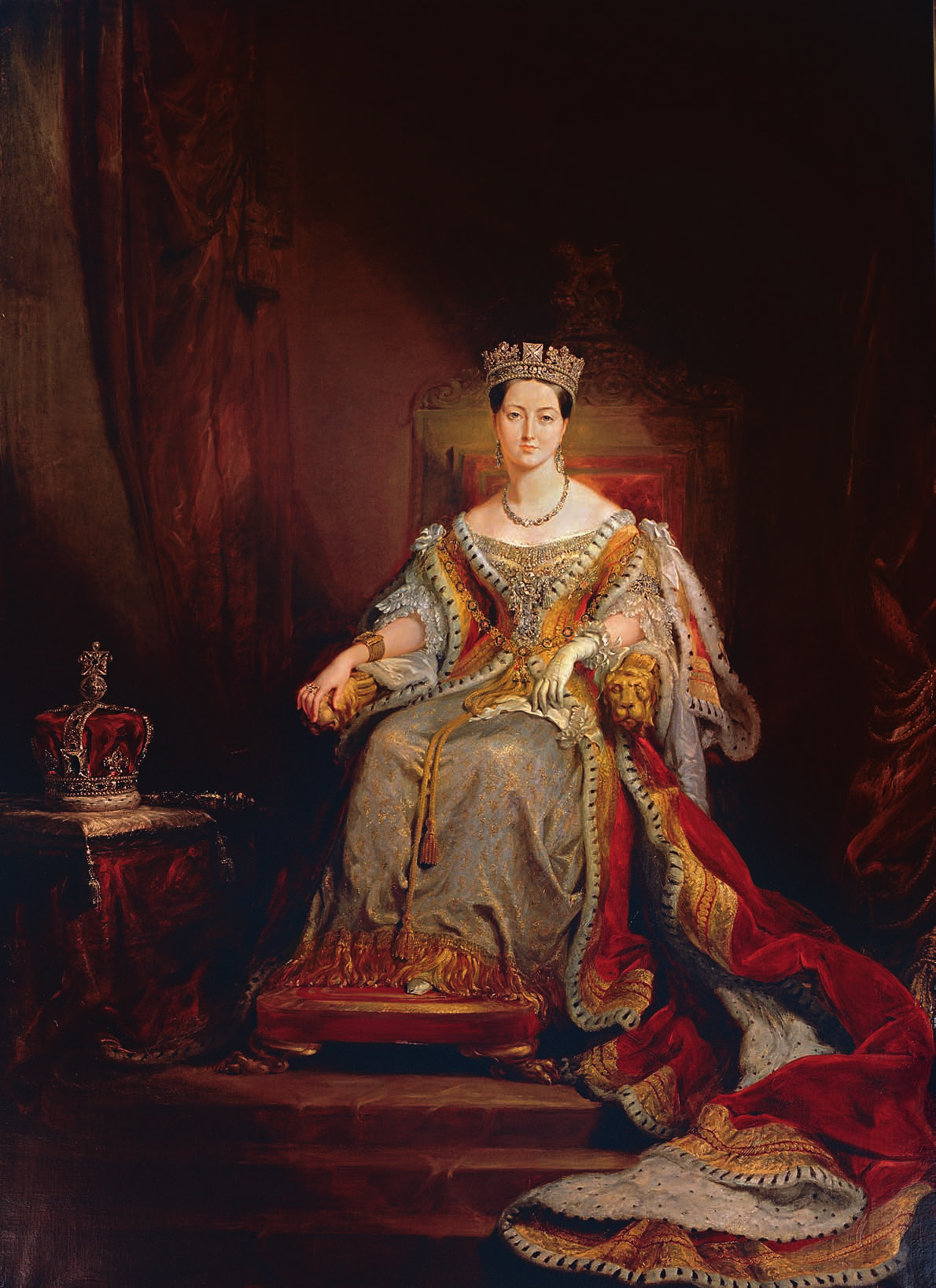
Retrato de coronación de la reina Victoria, 1838

La era victoriana fue el período en el que gobernó la reina Victoria, entre 1837 y 1901, que significó la altura de los británicos Revolución Industrial y el punto más álgido del Imperio británico. La era fue precedida por la era de la regencia y sucedida por el período eduardiano. Victoria se convirtió en reina en 1837, a los 18 años. Su largo reinado vio que el país alcanzase el cenit de su poder económico y político, con la introducción de los barcos de vapor, los ferrocarriles, la fotografía y el telégrafo. Gran Bretaña se mantuvo de nuevo en su mayoría inactiva en la política continental. La segunda mitad del siglo XIX vio una enorme expansión del imperio colonial de Gran Bretaña, la mayoría en África.
Gran Bretaña tuvo que defender todo su imperio y lo hizo con un ejército de voluntarios, la única gran potencia en Europa en no tener el servicio militar obligatorio. Algunos cuestionaron si el país estaba sobrecargado.
El ascenso del Imperio alemán desde su creación en 1871 planteó un nuevo reto, ya que (junto con Estados Unidos), amenazó con usurpar el lugar de Gran Bretaña como potencia industrial más importante del mundo. La Alemania del canciller Otto von Bismarck adquirió un número de colonias en África y el Pacífico. La Gran Bretaña victoriana logró con éxito alcanzar la paz general, a través de su estrategia de equilibrio de poder. 
La época victoriana es famosa por las normas victorianas de la moral personal. Los historiadores suelen coincidir en que las clases medias mantienen altos estándares morales personales (y por lo general les siguieron), pero han debatido si las clases trabajadoras siguieron su ejemplo. Los moralistas en el siglo XIX como Henry Mayhew denunciaron los barrios bajos para sus supuestos altos niveles de la cohabitación sin matrimonio y nacimientos ilegítimos. Sin embargo, la nueva investigación usando juego computarizado de archivos de datos muestra que las tasas de convivencia entonces eran bastante bajo por debajo del 5%  para la clase obrera y los pobres.

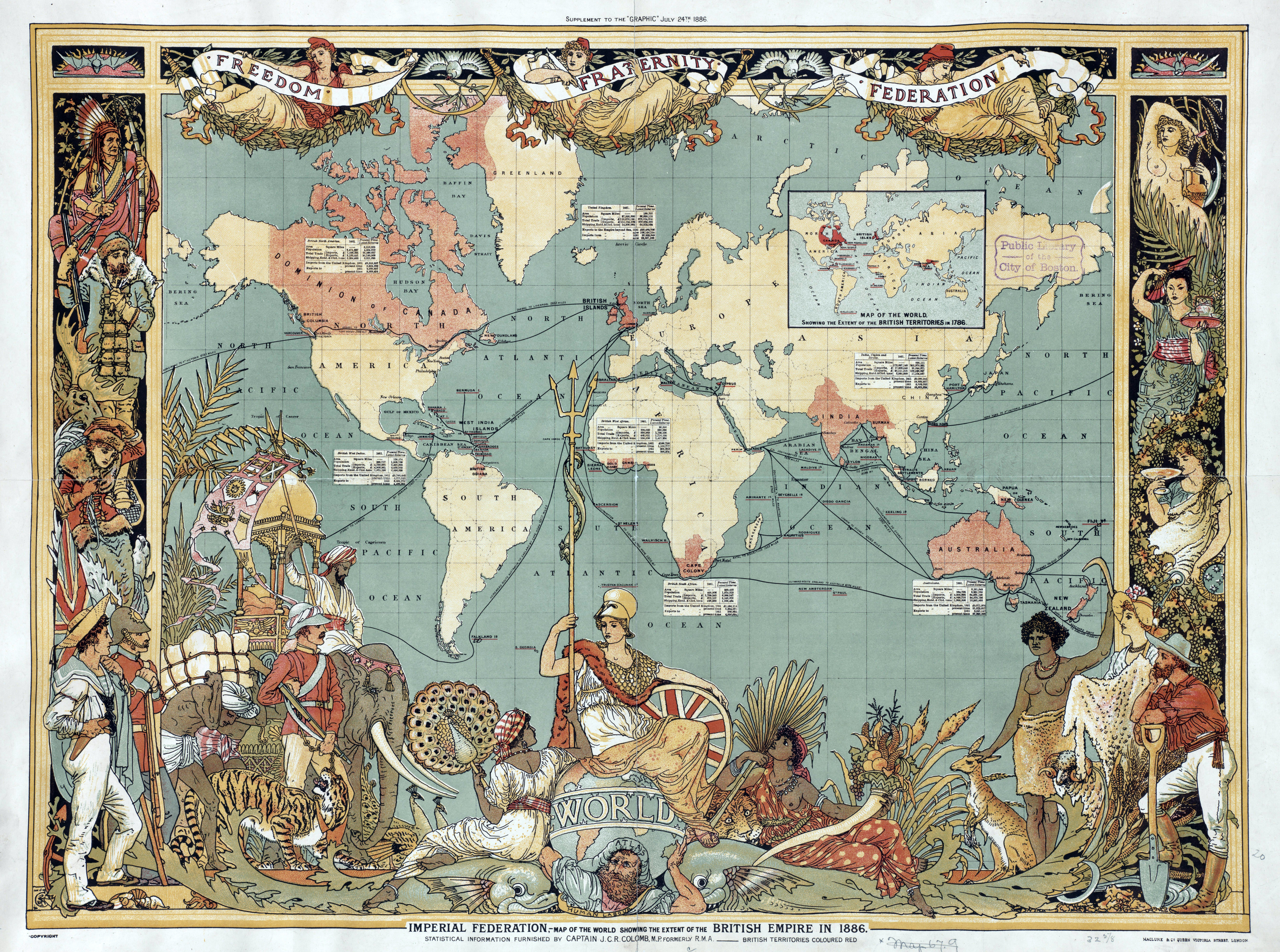
El Imperio británico en 1886

### Era eduardiana
La reina Victoria murió en 1901 y su hijo Eduardo VII se convirtió en rey, inaugurando la era eduardiana, que se caracterizó por las pantallas de riqueza grandes y ostentosos en contraste con sombrío de la era victoriana. Con la llegada del siglo XX, las cosas tales como películas, automóviles y aviones venían en uso. El nuevo siglo se caracteriza por una sensación de gran optimismo. Las reformas sociales del siglo pasado continuó en los XX con el Partido Laborista. Eduardo murió en 1910, para ser sucedido por Jorge V, que reinó desde 1910 hasta 1936. Libre de escándalos, trabajador y popular, Jorge V era el monarca británico que, con la reina María, estableció el modelo moderno de conducta ejemplar para la realeza británica, basada en los valores de la clase media y virtudes. Entendió el Imperio mejor que cualquiera de sus primeros ministros y utilizó su memoria excepcional para las figuras y los detalles, ya sea de los uniformes, la política o las relaciones, con buenos resultados para llegar en la conversación con sus súbditos.
La era próspero, pero las crisis políticas continuaron en aumento y fuera de control. Dangerfield (1935) identificó la "extraña muerte de Inglaterra liberal", como las múltiples crisis que golpean simultáneamente en desde 1910 hasta 1914, con grave inestabilidad social y política derivada de la crisis irlandesa, conflictividad laboral, los movimientos de sufragio de las mujeres, y las luchas partidistas y constitucionales en Parlamento. No hay solución a la vista cuando apareció el brote inesperado de la Gran Guerra en 1914 puso los asuntos domésticos en espera. McKibben sostiene que el sistema de partidos políticos de la era eduardiana se encontraba en delicado equilibrio en la víspera de la guerra en 1914. Los liberales estaban en el poder con una alianza progresista de Trabajo y, de vez en cuando, los nacionalistas irlandeses. La coalición se ha comprometido con el libre comercio (en contraposición a los altos aranceles a los conservadores buscaban), la libre negociación colectiva para los sindicatos (con los conservadores en contra), una política social activa que fue forjando el estado de bienestar y la reforma constitucional para reducir el poder de la Cámara de los Lores. La coalición carecía de un plan a largo plazo, ya que fue improvisado de las sobras de la década de 1890.

### La llegada de la Primera Guerra Mundial
Después de un comienzo difícil de la guerra, Gran Bretaña con su primer ministro David Lloyd George movilizó con éxito su mano de obra, la industria, las finanzas, el imperio y la diplomacia, en alianza con los franceses y los estadounidenses, para derrotar a las potencias centrales. Un segmento de los nacionalistas irlandeses trazan el Alzamiento de Pascua en 1916. La economía creció alrededor del 14% 1914-18 a pesar de la ausencia de muchos hombres en los servicios; por el contrario la economía alemana se contrajo un 27%. La gran guerra produjo un descenso en el consumo de civil y con una reasignación importante de municiones.La guerra obligó a Gran Bretaña a utilizar sus reservas financieras y pedir prestado grandes sumas de los EE. UU.
El agotamiento y cansancio de la guerra crecían peor en 1917, como los combates en Francia continuó sin un final a la vista. Las ofensivas de primavera alemanas de 1918 fracasaron, y con la llegada de los americanos en verano a un ritmo de 10 000 al día los alemanes se dieron cuenta de que estaban siendo abrumados. Alemania acordó el Armisticio del 11 de noviembre de 1918 - en realidad una rendición -. La guerra había sido ganada por Gran Bretaña y sus aliados, pero a un terrible costo humano y económico, la creación de un sentimiento de que las guerras nunca deben ser combatidas de nuevo.

### Guerra de Independencia irlandesa

En rojo la parte de Irlanda que abandonó el Reino Unido en 1922.

La situación europea, combinada con la amenaza de la conscripción (que había estado operando en Gran Bretaña, pero no había sido introducido en Irlanda), cambió más el clima político. En las elecciones generales irlandesas de diciembre de 1918, el Partido Parlamentario Irlandés (IPP) perdió todos menos seis de sus asientos en favor del partido nacionalista más radical, el Sinn Féin. En enero de 1919 se formó unilateralmente un parlamento irlandés independiente en Dublín, conocido como el primer "Dáil Éireann", con un ejecutivo bajo el presidente de la Cámara de Representantes, Eamon de Valera, líder del Alzamiento de Pascua de abril de 1916, que había evitado la ejecución debido a su nacimiento en Nueva York. Aunque De Valera nunca reclamó la ciudadanía estadounidense, los británicos, que luchaban en medio de la Gran Guerra, no podía permitirse el lujo de alejarse de los Estados Unidos, que no entró formalmente en la guerra hasta abril de 1917.
La Guerra de la Independencia se libró entre 1919 y 1922, en gran parte dirigido por Michael Collins, que emplea tácticas de guerrilla y contra-inteligencia poco ortodoxas que infligieron graves daños tanto en la policía local (la Policía Real de Irlanda, o RIC), como a los agentes de inteligencia británicos en Dublín, minando la moral británica. Un tratado entre el gobierno británico y representantes de la Dáil Éireann se acordó finalmente en 1922, dando lugar a la partición de la isla de Irlanda el 3 de mayo de 1921, bajo la Ley de 1920 del Gobierno irlandés, en dos distintas regiones autónomas del Reino Unido: Irlanda del Norte y la efímera Irlanda del Sur.

### Fin de la Unión
El 6 de diciembre de 1922, exactamente un año después del tratado anglo-irlandés fue firmado, toda la isla de Irlanda se separó con eficacia desde el Reino Unido de Gran Bretaña e Irlanda, la formación de un nuevo dominio del Imperio británico, el Estado Libre de Irlanda. Como era de esperar, la zona conocida como "Irlanda del Norte" (seis condados del Úlster), inmediatamente ejerció su derecho en virtud del tratado anglo-irlandés de optar por el nuevo estado. El 7 de diciembre de 1922, el día después del establecimiento del Estado Libre de Irlanda, el Parlamento de Irlanda del Norte hizo un discurso ante el rey Jorge V para salir del Estado Libre de Irlanda, que el rey aceptó. La Unión de Gran Bretaña con parte de Irlanda continuó al ser llamado el "Reino Unido de Gran Bretaña e Irlanda" hasta 1927, cuando pasó a llamarse "Reino Unido de Gran Bretaña e Irlanda del Norte" por la Real acta parlamentaria de títulos de 1927, nombre por el cual es conocido el país en el tiempo presente.

## La bandera de la unión

La actual bandera del Reino Unido aún conserva la cruz de San Patricio representando a Irlanda

La bandera creada para la unión de los reinos de Gran Bretaña e Irlanda en el año 1800 sigue siendo la bandera del Reino Unido. La bandera, llamada en inglés Union Jack, es combinación de las banderas de Inglaterra y Escocia con la bandera de San Patricio de Irlanda. La cruz roja, la cruz de San Jorge, representa a Inglaterra. El fondo azul, sobre el cual aparece la cruz de San Andrés (en forma de una 'X' blanca), representa a Escocia, mientras que la 'X' roja que se superpone a la 'X' blanca es conocida como la cruz de San Patricio y representa a Irlanda.